# Isisknoten
| S34 |

| S34 |

| V39 |

| V39 |

## Bedeutung
Die Bezeichnung Isisblut geht auf die Besprechungsformel „dein Blut gehört dir, Isis“ und später in abgewandelter Form „o Blut der Isis“ im Ägyptischen Totenbuch zurück. Über die ursprüngliche Bedeutung des Zeichens ist hingegen nichts bekannt. Es ist bereits im Alten Reich als heiliges Symbol belegt. Im Neuen Reich wird es als „Isisknoten“ bezeichnet und fungierte so vermutlich als Symbol der Göttin Isis als Gegenstück zum Djed-Pfeiler, der Attribut ihres Gatten Osiris ist. Es besteht jedoch eine eindeutige Beziehung zur Göttin Isis, und in der Spätzeit trägt diese das Zeichen als Gewandknoten, der auch bei Darstellungen des Osiris in Gräbern zu finden ist.
Das Binden und Lösen von Knoten war zudem in der Magie des Alten Ägypten von großer Bedeutung.

## Beispiele der Verwendung
Der Isisknoten fand unterschiedliche Verwendung, vorwiegend jedoch als Amulett oder als Dekor. Für Amulette wurde Karneol (altägyptisch ḥrst – hereset), rote Fayence oder Glas verwendet.
- Als Amulett stellte es für schwangere und gebärende Frauen einen sehr bedeutenden Schutz dar.[5] Es wurde aber auch dem „verklärten“ Verstorbenen (Maa-cheru – „wahr an Stimme“) mitgegeben und um den Hals gelegt. Spruch 156 des ägyptischen Totenbuches legt nicht nur fest, aus welchem Material es gefertigt sein soll (Karneol[6] beziehungsweise Jaspis), sondern gibt auch Anweisung für die Anwendung, die in einer sogenannten Nachschrift zum Spruch festgelegt ist:

„Dieser Spruch ist zu rezitieren über einem Isis-Blut aus rotem Jaspis, angefeuchtet mit Saft der Anch-imi-Pflanze; aufgenäht auf Sykomoren-Bast (?) und diesem Verstorbenen an seinen Hals gelegt am Tag der Bestattung.“
- In Dekorationen auf Tempelwänden oder Sarkophagen findet sich das Symbol immer wieder zusammen mit dem Djed-Pfeiler oder dem Anch-Zeichen, wobei der Djed-Pfeiler den Gott Osiris und der Isisknoten die Göttin Isis symbolisiert.[8] Beide Symbole in Verbindung mit den Sprüchen 155 zum Djed-Pfeiler und 156 zum Isisknoten sollen den Verstorbenen durch die Zaubermacht der Isis schützen.[9]

„Dein Blut gehört dir, Isis,
deine Zaubermacht gehört dir, Isis,
deine Zauberkraft gehört dir, Isis.
Das Amulett ist der Schutz des Großen und behütet (ihn vor) dem, der Verbrechen an ihm begeht.“
So befanden sich im Grab des Tutanchamun (KV62) nicht nur mehrere dieser Amulette, die allerdings nicht alle aus dem roten Halbedelstein gearbeitet waren, sondern auch beispielsweise der äußere Schrein, der die drei inneren Schreine und den Sarkophag umgab, besteht im Dekor aus Djed-Pfeilern und Isisknoten. Dieses Dekor ziert außerdem den aus Holz vergoldeten kleinen Schrein (Anubisschrein), auf dem eine Figur des Gottes Anubis in Form eines liegenden Caniden ruhte, den Sockel des Sarkophags und den Kanopenkasten.
- Nefertari, die Große königliche Gemahlin Ramses II., ist in ihrem Grab QV66 im Tal der Königinnen mehrfach in einem Gewand abgebildet, das mit einem roten Isisknoten gebunden ist.
- Ein Senetspiel Amenophis III., das in dessen Grab WV22 gefunden wurde, ist an den Außenseiten mit Isisknoten verziert.

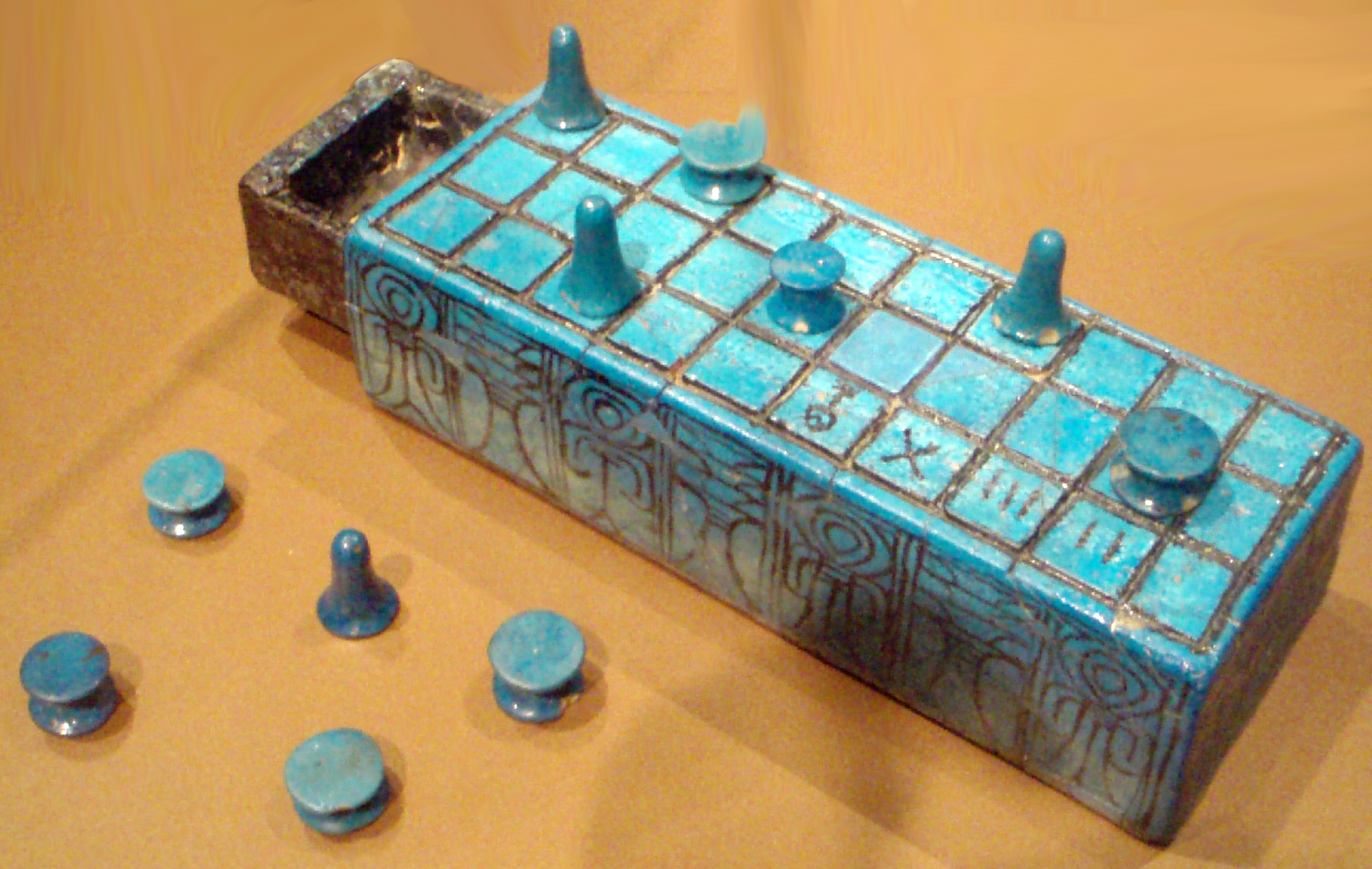
Senetspiel Amenophis III.
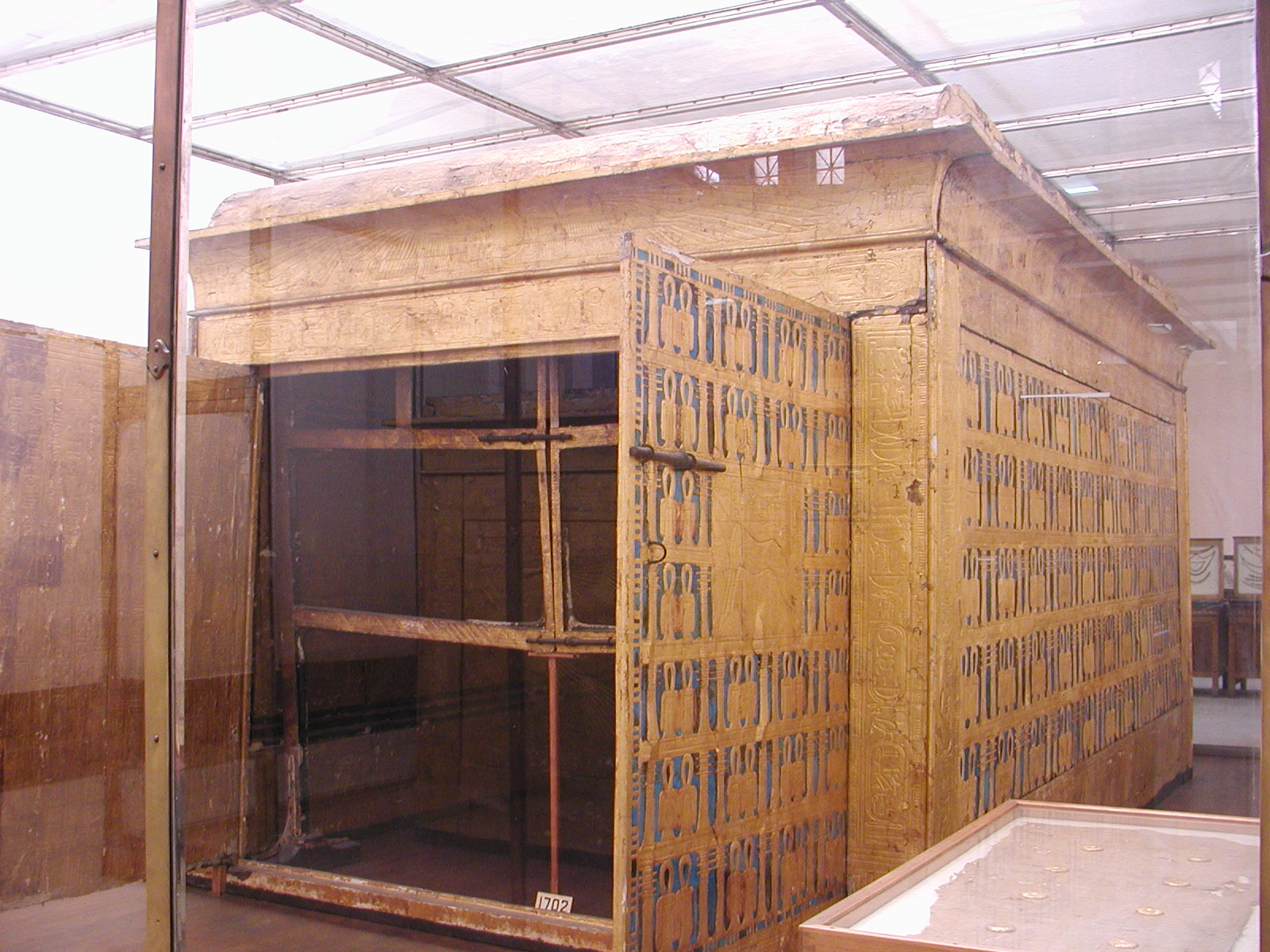
Äußerster Schrein Tutanchamuns
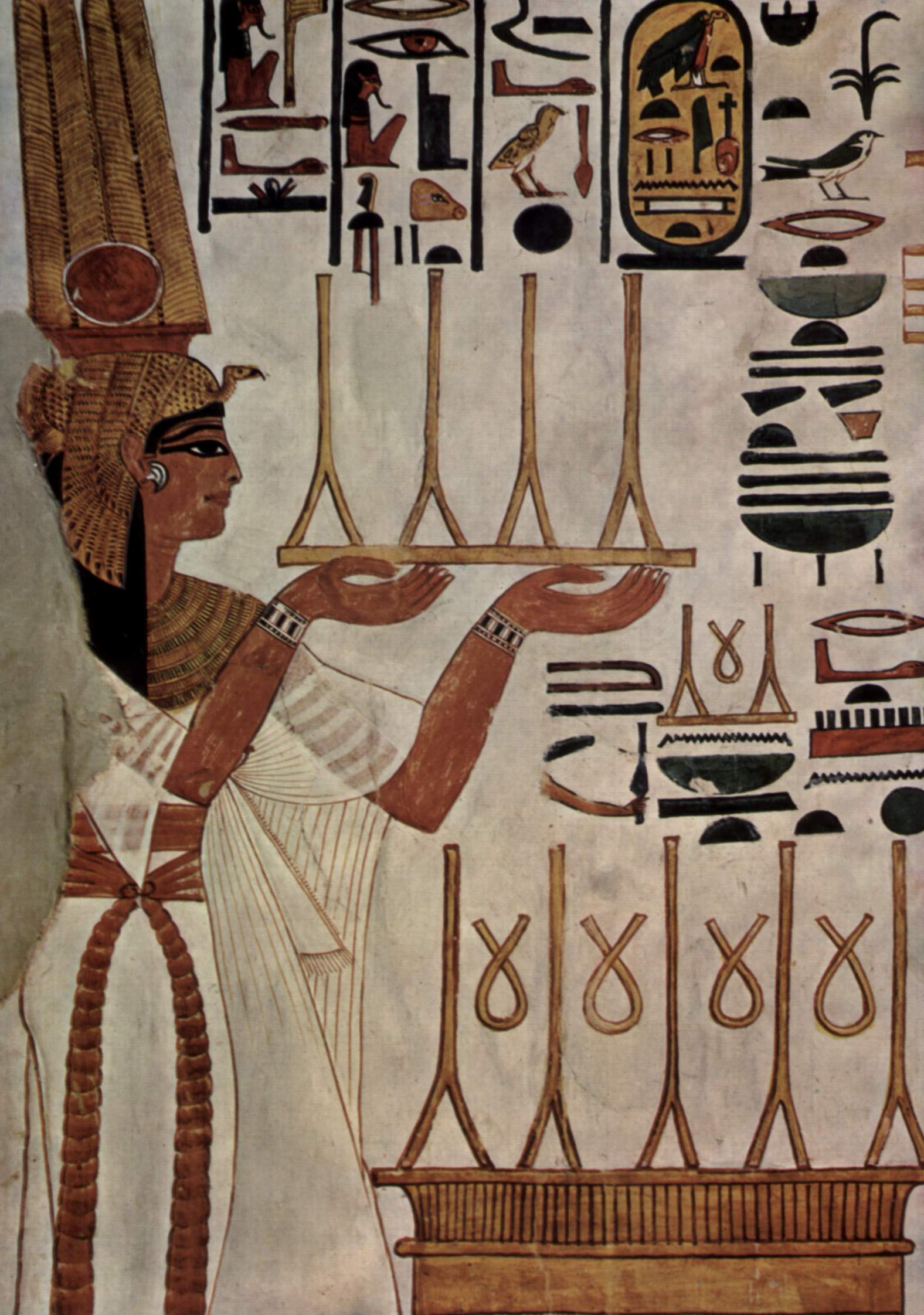
Königin Nefertari in QV66 mit Gewandknoten
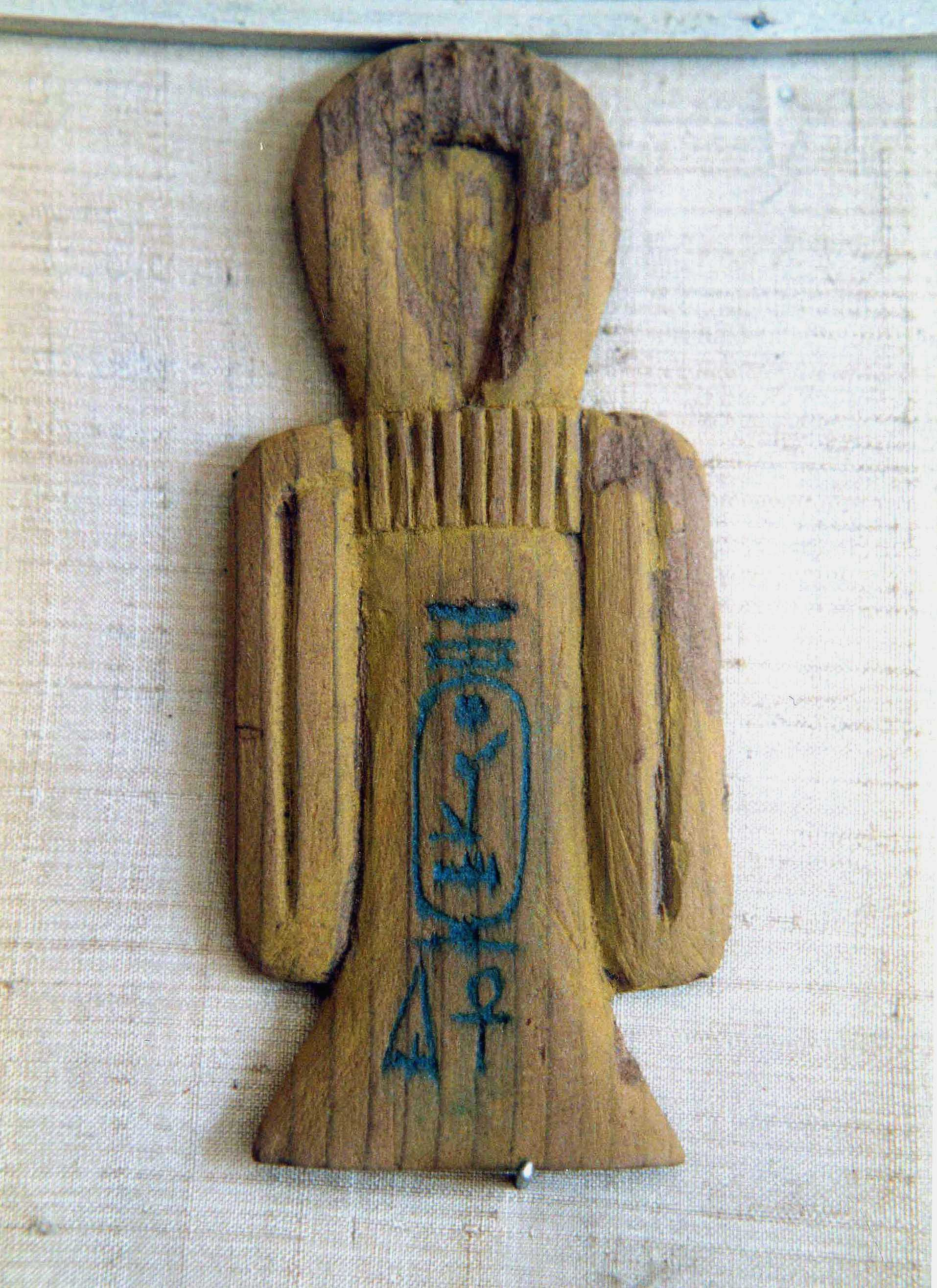
Isisknoten mit dem Thronnamen Sethos I.